# Xanthophyllum bullatum
Xanthophyllum bullatum är en jungfrulinsväxtart som beskrevs av George King. Xanthophyllum bullatum ingår i släktet Xanthophyllum och familjen jungfrulinsväxter. Inga underarter finns listade i Catalogue of Life.